# Schlacht bei Radkersburg

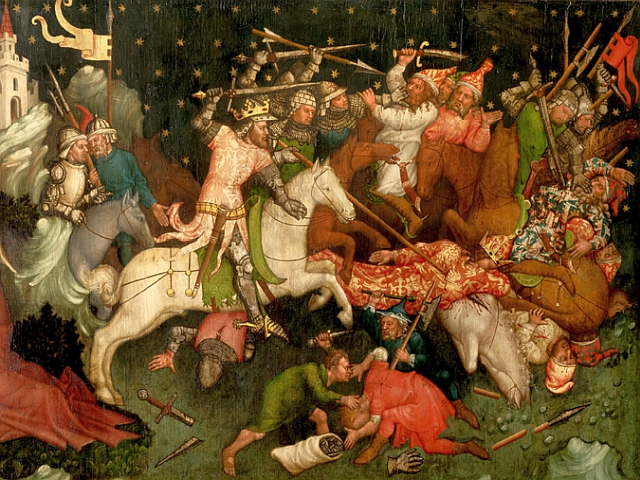
Eine Schlacht, die so nicht stattfand: Die Türkenschlacht auf der Votivtafel von Sankt Lambrecht wurde als Sieg Herzog Ernsts bei Radkersburg fehlgedeutet (Darstellung um 1430)

In einer Schlacht bei Radkersburg sollen ein innerösterreichisches Aufgebot, niederösterreichische Truppen und kroatische Hilfstruppen am 5. Oktober 1418 osmanische Streiftrupps besiegt haben. Die Historizität der Schlacht ist nicht belegt. Belegt sind für jene Zeit stattdessen ungarische Angriffe auf die Steiermark.

## Angebliche Türkeneinfälle in Steiermark

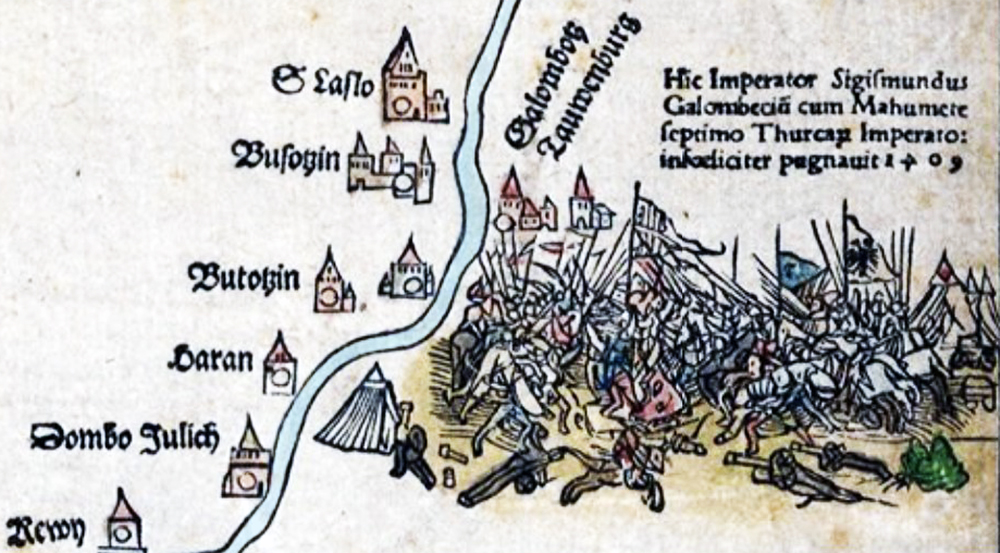
Valvasors Annahme, Sigismund habe 1409 bei Golubac gegen Musa gekämpft, beruht auf einem Fehler in einer alten Landkarte Ungarns.

Historisch zweifelsfrei belegt sind sogenannte Türkeneinfälle in Krain (Slowenien), Steiermark und Kärnten nicht vor 1469, dennoch hielten sich lange Zeit auch Überlieferungen vermeintlich früherer Angriffe osmanischer Türken auf österreichisches bzw. Reichsgebiet. Unmittelbar nach ihrem Sieg über ein ungarisch-französisches Kreuzfahrerheer bei Nikopolis sollen osmanisch-türkische Vorausabteilungen schon 1396 bei Gegenangriffen durch Serbien und das damals zu Ungarn gehörende Kroatien hindurch bis nach „Petau“ vorgestoßen sein, die Stadt niedergebrannt und die Einwohner verschleppt haben. Das behauptete allerdings allein Johannes Schiltberger. (Anderen Chronisten zufolge seien die Osmanen stattdessen bis vor die ungarische Hauptstadt Buda gestreift bzw. ihr Sultan habe das angedroht.) Obwohl es für einen solchen Angriff keine anderen deutschen, österreichischen, ungarischen, südosteuropäischen oder türkischen Belege jener Zeit gibt, identifizierte Joseph von Hammer-Purgstall „Petau“ später mit Pettau in der Untersteiermark (heute Ptuj, Slowenien). Vermutlich war nur Peterwardein in Ungarn (heute Novi Sad, Serbien) oder Požega in Kroatien gemeint, denn nur so weit waren Osmanen 1396 tatsächlich vorgedrungen, ehe sie bei Požega zunächst abgewehrt wurden. Den Tiefpunkt der ungarischen Macht nutzten auch bosnische Herzöge aus und bemächtigten sich weiter Teile Dalmatiens. Nur wenige Jahre später brach auch das Reich der Osmanen nach ihrer Niederlage gegen die Mongolen 1402 bei Ankara zwischenzeitlich zusammen; der neue Sultan Mehmed I. musste sich zunächst in Thronfolgekämpfen gegen vier Brüder behaupten. Dennoch sollen eigenmächtig agierende Streiftrupps aus dem Heer von Mehmeds Bruder Süleyman 1408 erstmals auch bis Möttling in Krain vorgestoßen sein. (Obwohl dies allein Johann Valvasor behauptete und es auch dafür keinen Beweis gibt, wurde Valvasors Behauptung vor allem von der slowenischen Geschichtsschreibung übernommen.) Im Gegenzug fiel König Sigismund von Ungarn in Bosnien und Dalmatien ein. (Valvasor zufolge fiel Sigismund 1409 auch in Serbien ein, sei aber bei Golubac von Mehmeds Bruder Musa besiegt worden. Dabei handelt es sich um eine Fehldeutung.) (Andere Chroniken, die diese Niederlage stattdessen auf 1411 oder 1412 datieren und bei Smederevo verorten, werden ebenfalls angezweifelt.) Der bosnische König Tvrtko II. rief ebenso wie Herzog Hrvoje von Split die osmanischen Türken zu Hilfe (zunächst Musa, dann den Sandschakbey von Üsküb) und gemeinsam stießen Bosnier und Türken nach Ungarn, Kroatien und Dalmatien vor.

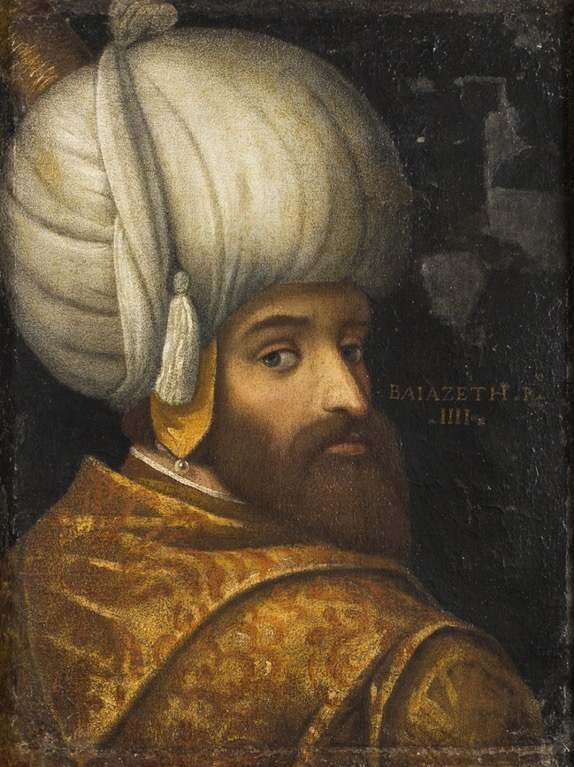
Unter Sultan Bayezid I. fielen Osmanen angeblich 1396 erstmals in die Steiermark ein
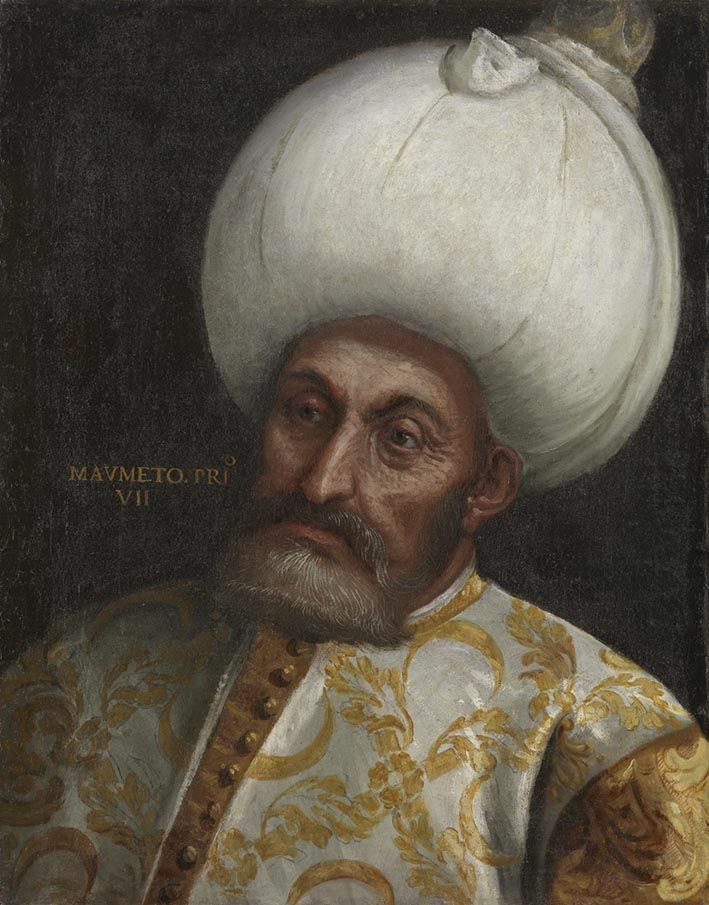
In die Regierungszeit Sultan Mehmeds I. fällt der angebliche Türkeneinfall von 1418
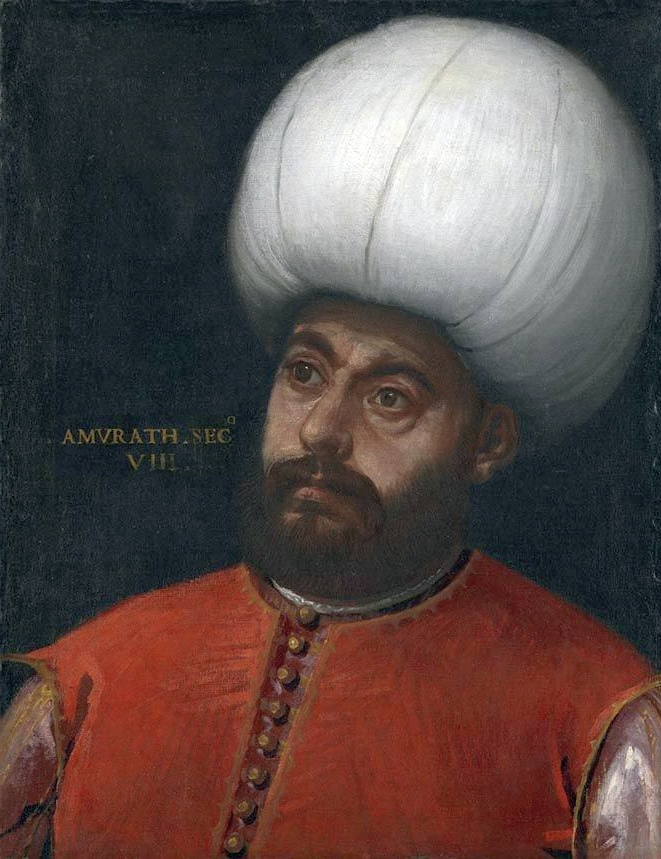
Unter Sultan Murad II. sollen die Osmanen 1429 bzw. 1431 in Krain eingefallen sein

Ab 1409 hatte auch die Republik Venedig begonnen, sich in Dalmatien festzusetzen. Mit Sigismund, der (seit 1410) auch römisch-deutscher König war, rivalisierten die Venezianer außerdem um das (formal zum Heiligen Römischen Reich gehörende) Patriarchat von Aquileia in Friaul und Istrien. Im Kampf gegen Venedig zogen Sigismunds ungarische Truppen 1411 und 1412 durch Krain nach Friaul und Venetien. Krain stand seit 1411 unter der Herrschaft des habsburgischen Herzogs Ernst I. von Steier(mark) und Kärnten. Ebenso wie Mehmed hatte sich auch Ernst zunächst in einem Bürgerkrieg gegen seine Brüder und die habsburgische Nebenlinie Herzog Albrechts behaupten müssen sowie gegen König Sigismund und den mit Sigismund verschwägerten Grafen von Cilli. Sowohl Ernst als auch sein Bruder Friedrich von Tirol verbündeten sich mit Venedig, und auch die von den Bosniern gerufenen Türken sollen zunächst von den Venezianern unterstützt worden sein. Die Venezianer schlugen Sigismunds Ungarn im August 1412 bei Motta zurück; nach weiteren Rückschlägen schloss Sigismund im April 1413 Waffenstillstand mit den Venezianern. Im Juli 1413 besiegte Mehmed seinen Bruder Musa und vereinte das Osmanische Reich wieder. Im März 1415 sollen osmanische Streiftrupps in Ungarn eingefallen und bis ans Südufer des Balaton vorgestoßen sein. Einige dieser Streiftrupps hätten sich von der Hauptstreitmacht gelöst und seien Richtung Innerösterreich abgebogen.

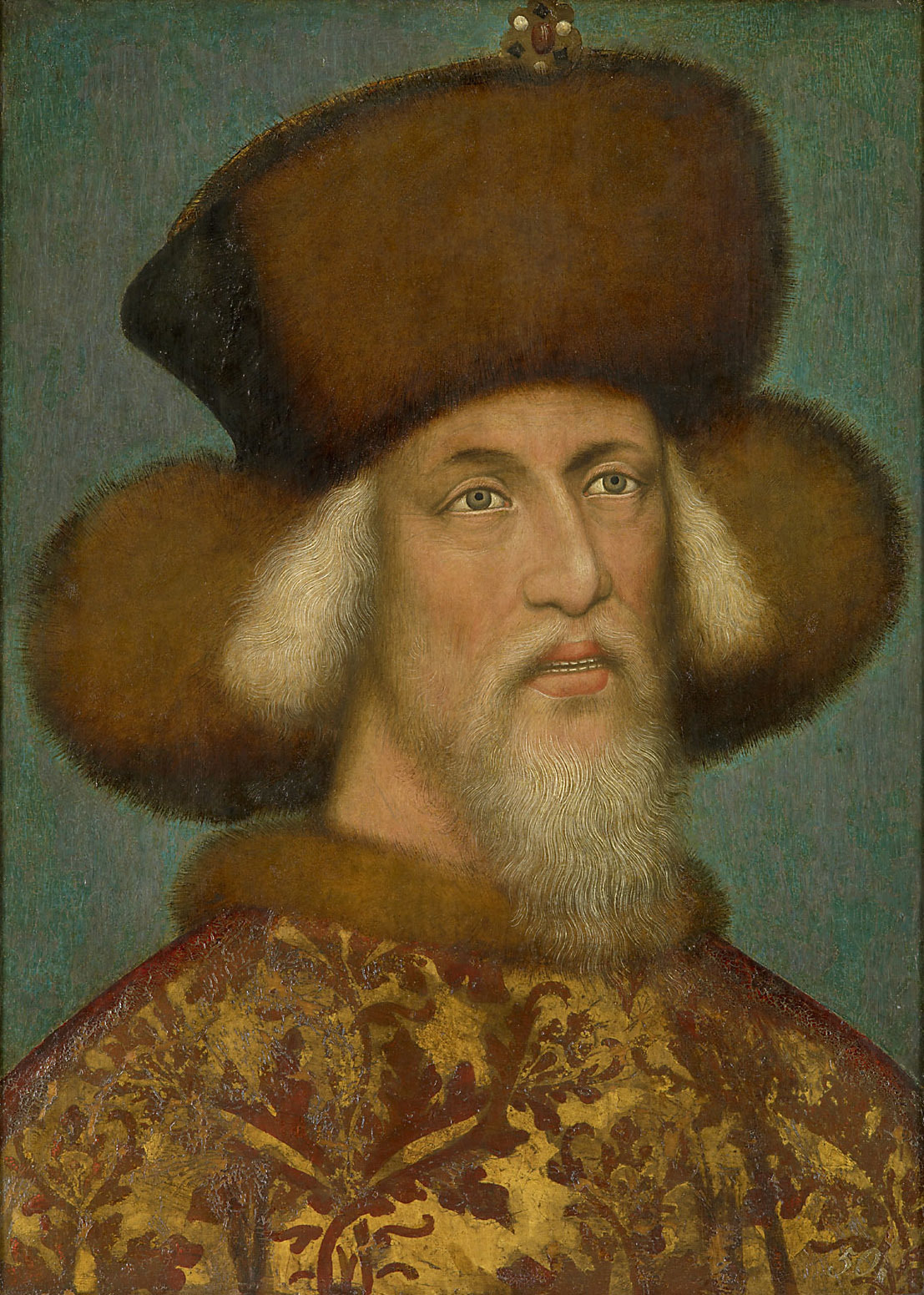
König Sigismund
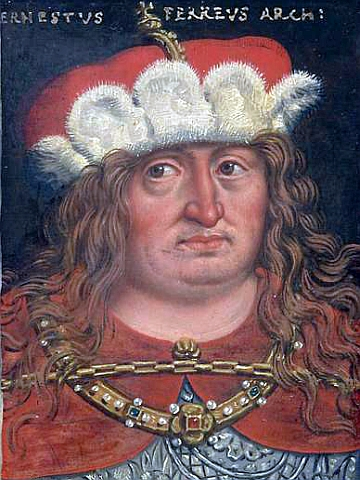
Herzog Ernst
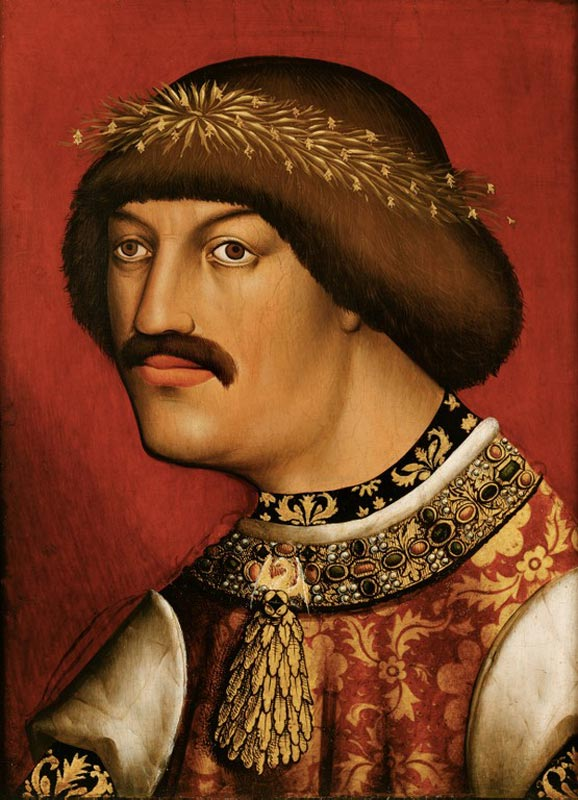
Herzog Albrecht

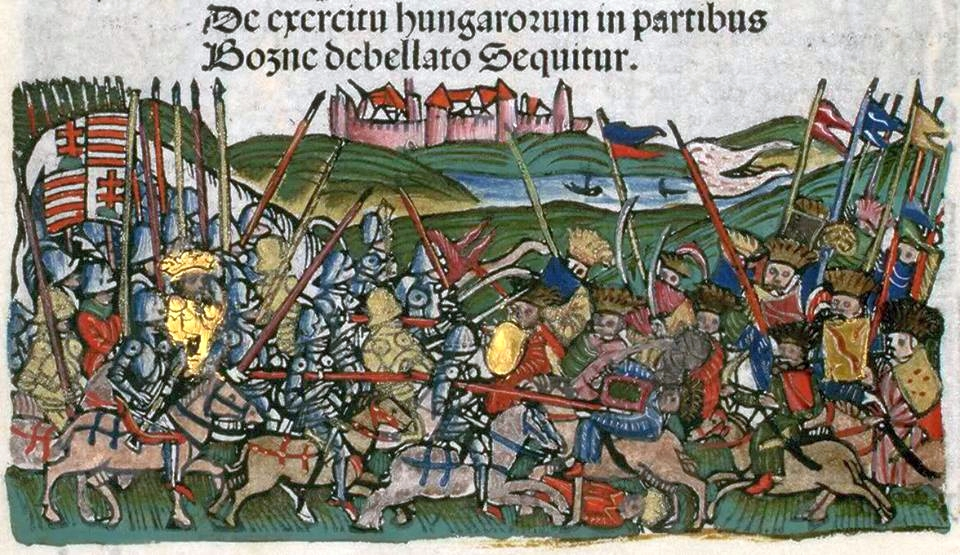
Kampf zwischen Ungarn und Bosniern 1415 in der Schlacht bei Doboj (Darstellung von 1488)

Angeblich mit venezianischer Hilfe stießen im Mai 1415 osmanisch-türkische Vorausabteilungen (erneut) bis Dalmatien, Istrien und Krain vor. Auf dem Karst lagerten sie nahe der Grenze des Patriarchats von Aquileia. Die zum Patriarchat gehörende Stadt Udine in Friaul beriet daraufhin Verteidigungsmaßnahmen gegen einen möglichen Einfall der Türken und suchte militärische Unterstützung bei Patriarch Ludwig, Herzog Ernst und König Sigismund. Von Ungarn aus unternahmen Sigismunds Truppen eine Gegenoffensive gegen Bosnien, doch Anfang August 1415 besiegten Bosnier und Türken die Ungarn bei Doboj (Schlacht an der Lašva). Türkische Streiftrupps bedrohten daraufhin noch im selben Monat erneut Krain, Istrien und Friaul; die Steiermark erreichten sie nicht.
Ab Ende 1415 musste Mehmed zunächst einen weiteren Bruder, Mustafa Çelebi, niederringen. Obwohl sich Venedig nicht direkt in diesen Kampf einmischte, hatten Venezianer und Osmanen sich inzwischen überworfen und führten einen Seekrieg in der Ägäis. Im Mai 1416 besiegte eine venezianische Flotte die osmanische Marine bei Gallipoli. Nach einem Waffenstillstand mit Venedig im Juli 1416 und der vorläufigen Vertreibung Mustafas im August 1416 verlegten sich die Osmanen wieder auf Angriffe an ihren nördlichen Landesgrenzen. Zunächst wurde die mit Ungarn verbündete Walachei, die Musa und Mustafa gegen Mehmed unterstützt hatte, besiegt und zurück in osmanische Botmäßigkeit gezwungen. Die walachischen Grenzstädte Giurgiu, Turnu und Severin wurden osmanisch.
Danach griffen die Osmanen wieder Ungarn und Dalmatien an und sollen auch an den Grenzen der Steiermark aufgetaucht sein. Die Behauptung, sie seien bis in die Nähe Salzburgs gestreift, bezog sich auf die bis 1535 zum Erzstift Salzburg gehörenden Exklaven in der Steiermark (wie z. B. Pettau, Rann, Landsberg und Leibnitz.)

### Schilderung der Schlacht

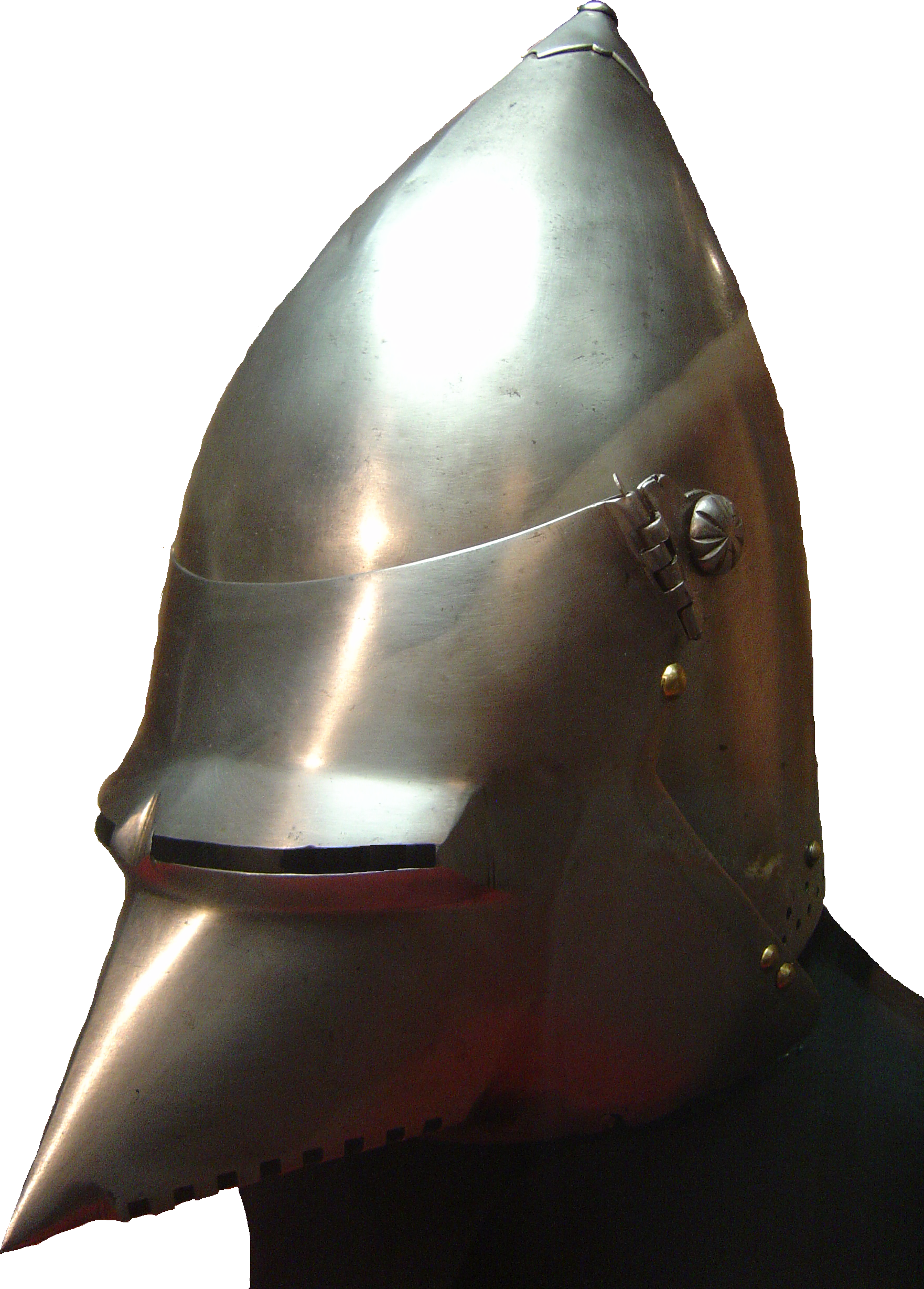
Eiserner Helm des steirischen Herzogs Ernst des Eisernen

Obwohl der Geschichtsschreiber Hieronymus Megiser den angeblichen Türkeneinfall und die angebliche Schlacht von Radkersburg ursprünglich auf 1418 datierte, verlegten zumindest einige spätere Nacherzählungen diese Türkenschlacht schon auf 1415, 1416 oder 1417 bzw. erst auf 1419. Megiser zufolge sollen 20.000 osmanische Türken Ende September 1418 durch Ungarn hindurch in die Steiermark eingefallen sein, die Umgebung von Radkersburg (in älteren Quellen auch Rackersburg oder Radkerspurg, bei Megiser Rackaspurg, bei Valvasor Rackasburg) verwüstet und Anfang Oktober mit der Belagerung bzw. Erstürmung der Stadt begonnen haben. Zum Entsatz des sich verteidigenden Radkersburg habe Herzog Ernst in Graz eilig ein Heer aus (einigen) Tausend Steirern, 2.700 Kärntnern (700 Reiter, 2.000 Fußknechte) und 1.000 Krainern (davon 250 Reiter) zusammengezogen, zu dem auch 1.050 Kroaten (nach Valvasor 2.050 Mann: 1.000 leichte Reiter, 250 gepanzerte Reiter, 800 Fußknechte) des Grafen Nikolaus von Frankopani und 5.000 von Herzog Albrecht V. entsandte Niederösterreicher (3.000 Reiter, 2.000 Pfeilschützen) gehörten. Nachdem Ernst am 4. Oktober 1418 in Graz bzw. auf dem Grazer Feld (n. a. A. auf dem Leibnitzer Feld) Heerschau gehalten habe, sei er mit insgesamt 12.000 Mann den angeblich von Großwesir Ahmed Bey befehligten Türken entgegengezogen. (Anderen Angaben zufolge soll Ernsts Heer 17.700 Mann umfasst haben.) Beide Heere bestanden demnach zu einem Großteil aus Reiterei: das österreichische Heer vor allem aus schwergepanzerten Reitern, das osmanisch-türkische Heer eher aus hochbeweglichen, aber nur leichtbewaffneten berittenen Bogenschützen (Akıncı), die normalerweise keine befestigten Städte belagerten. Drei Sturmangriffe der Belagerer hätten die Radkersburger abgewehrt, bis das über Mureck heranmarschierende Entsatzheer hinzugekommen sei. Auf einer der Ebenen zwischen Radkersburg und Freudenau (n. a. A. zwischen Radkersburg und Abstall oder bei Leibnitz) sollen beide Heere dann aufeinandergetroffen sein.
Herzog Ernst soll sein Heer in vier Haufen aufgeteilt haben. Den rechten Flügel sollen die Kärntner unter Otto von Ehrenfels, den linken Flügel die schwere Reiterei unter Eberhard von Colnitz gebildet haben. Die im Zentrum stehenden Steirer habe Ernst selbst befehligt, während die von Graf Frankopani kommandierten Kroaten und die vom Herrn von Auersperg geführten Krainer zunächst die Reserve und Nachhut bildeten. Angriffe der leichten türkischen Reiterei auf Ernsts Zentrum wurden von der schweren Reiterei wiederholt abgewiesen. Schließlich sei der rechte Flügel zum Angriff übergegangen. Nachdem der türkische Befehlshaber im Laufe der Schlacht von Colnitz verwundet und – obwohl er um sein Leben gefleht hatte – von Frankopani getötet (erwürgt) worden sein soll, seien die übrigen Türken schließlich zurückgewichen und hätten 12.000 tote Fußsoldaten sowie 7.300 (n. a. A. 7.400) tote Reiter auf dem Schlachtfeld zurückgelassen. Das österreichische Heer verlor angeblich nur 1.500 Reiter und 500 Fußsoldaten, von den Überlebenden soll aber jeder Dritte verwundet worden sein (etwa 3.300 Mann) – 300 tödlich verwundete Österreicher seien kurz nach der Schlacht gestorben.
Spätere Nacherzählungen wurden prosaisch und romantisch ausgeschmückt und aufgebauscht. So sollen bei der Verteidigung der belagerten Stadt auch die Frauen bewaffnet und gerüstet an der Seite ihrer Männer gekämpft haben, eine edle Bürgerstochter habe beispielsweise auf der Stadtmauer nach dem Tod ihres Geliebten dessen Platz eingenommen und sei schließlich ebenfalls gefallen. Nach dem Sieg des Entsatzheers sollen sich auch die belagerten Radkersburger voller Wut auf die fliehenden Belagerer gestürzt und verwundete Türken getötet haben.

### Historisch-kritische Zweifel

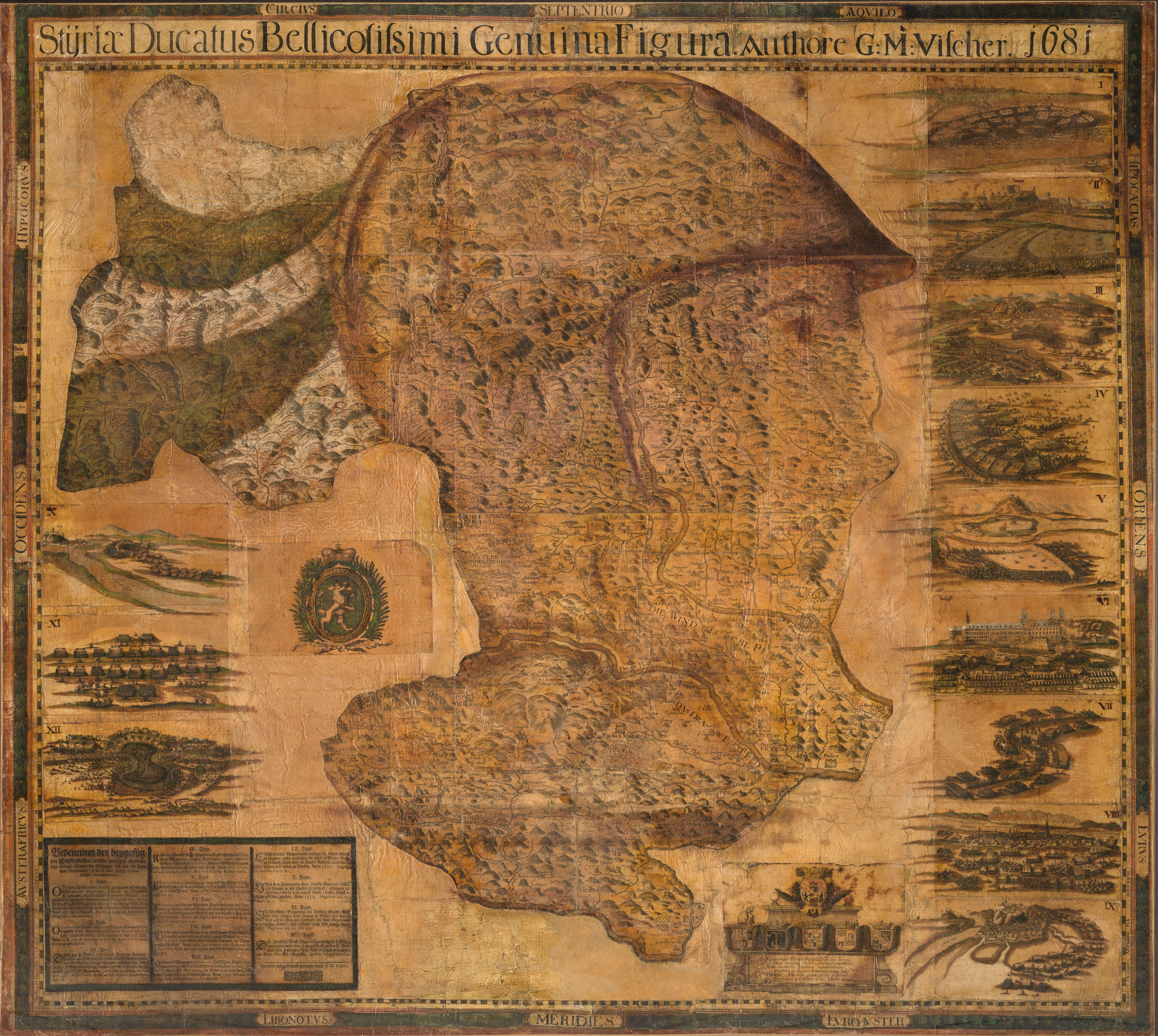
Kriegskarte der Steiermark mit Kriegstaten der Steirer: rechts (Figur V) die angebliche Schlacht bei Radkersburg 1418 (Vischer, 1681)

Megiser behauptete, Ahmed Bey (bei Megiser: Achmat Beg) sei direkt von Sultan Murad II. (bei Megiser: Amurath) entsandt worden, doch zwischen 1415 und 1419 regierte Murad noch nicht, sondern noch sein Vater Mehmed I. (bis 1421) – und in jenen Jahren war Murad ebenso wie der Großwesir mit Kämpfen in Asien beschäftigt. Einige Geschichtsschreiber verlegten daher die Schlacht ins Jahr 1438. Ein Wesir oder Pascha namens Ahmed ist weder unter Mehmed I. noch unter Murad II. überliefert – und auch kein Beylerbey von Rumelien oder Sandschakbey von Üsküb (Skopje). Hammer-Purgstall nahm an, es habe sich nur um einen kleineren Überfall unter irgendeinem unbeutenderen Grenzpostenkommandeur gehandelt. Er reduzierte daher die überlieferten Truppenstärken und Verlustzahlen kurzerhand auf ein Zehntel (jeweils eine Null weniger).

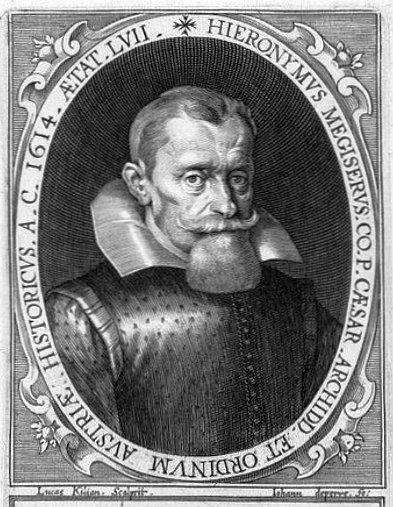
Für Hieronymus Megiser war Radkersburg 1418 der erste Türkeneinfall in Innerösterreich
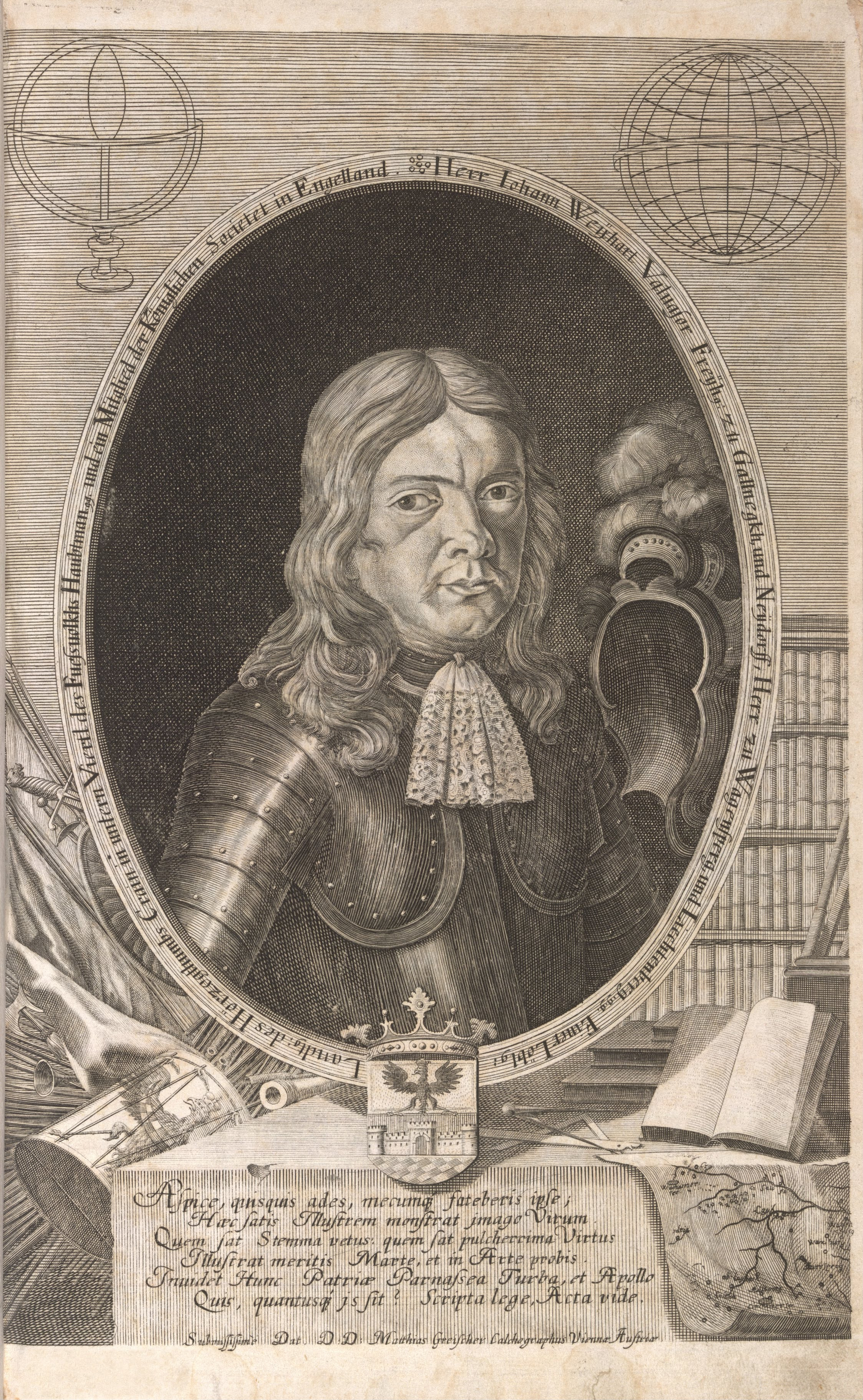
Für Johann Valvasor war Möttling 1408 der erste Türkeneinfall in Innerösterreich
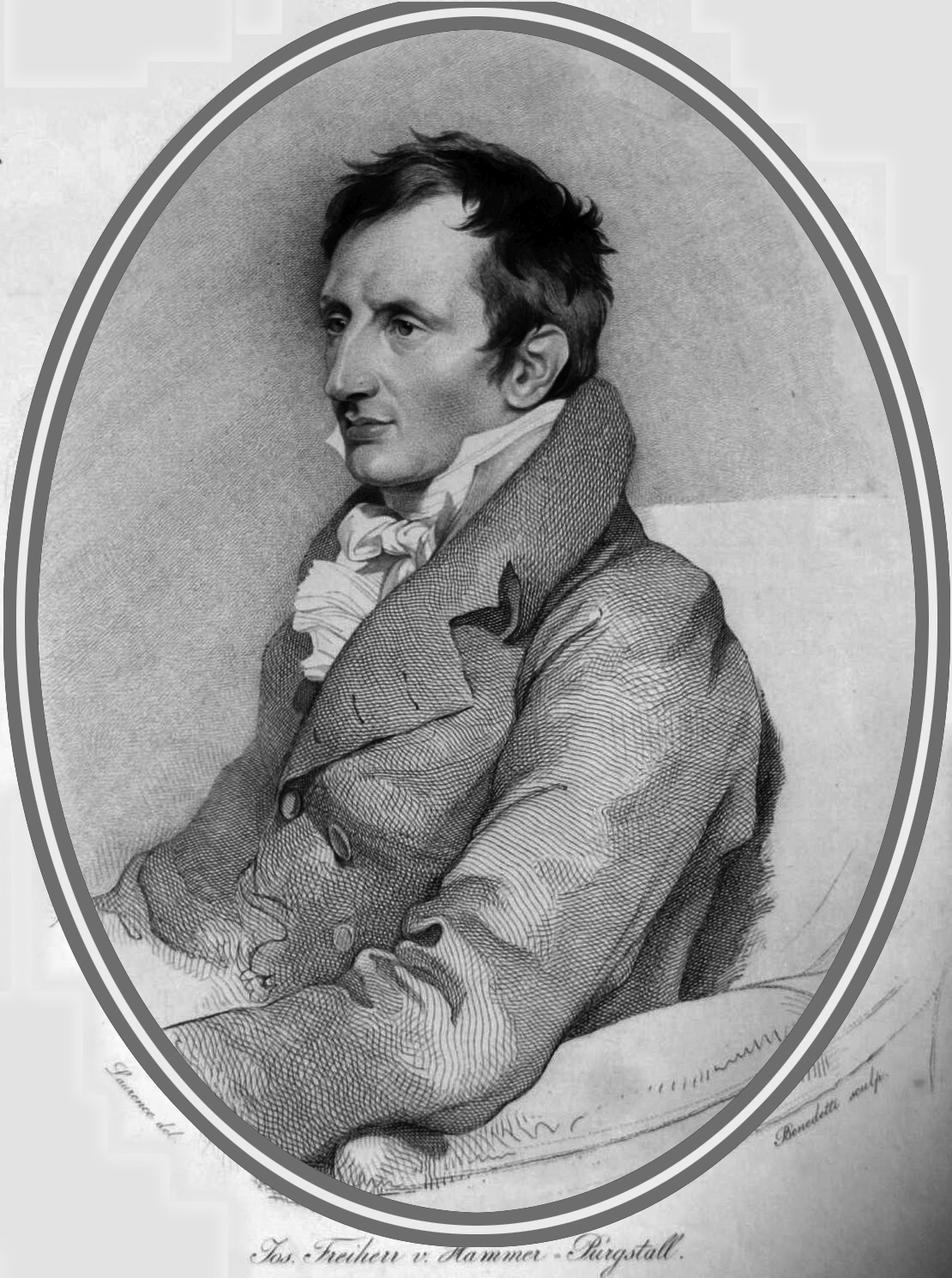
Für Hammer-Purgstall war Pettau 1398 der erste Türkeneinfall in Innerösterreich

Über eine Schlacht gegen die Türken bei Radkersberg berichteten weder Zeitzeugen wie Schiltberger oder Eberhard Windeck noch Jakob Unrest (der Leben und Kampf des Herzogs Ernst ausführlich schilderte) oder andere Chronisten des 15. Jahrhunderts. (Dennoch behauptete Hammer-Purgstall, die Schlacht von Radkersberg sei bei Schiltberger erwähnt worden.) Auch Chroniken wie der im 16. Jahrhundert von Johann Jakob Fugger zusammengestellte Spiegel der Ehren des […] Ertzhauses Oesterreich erwähnten noch keine Türkenschlacht bei Radkersburg. Über eine solche Schlacht erzählten erst spätere Autoren und Chroniken des 17. Jahrhunderts. Alle Schilderungen der Schlacht und Überlieferungsketten gehen offenbar auf Megiser und Valvasor zurück, wobei bereits Valvasor relativierende und korrigierende „Anmerkungen“ zu den von Megiser bemühten Quellen machte. Ebenfalls erst im 17. Jahrhundert schuf Georg Matthäus Vischer eine erste bildliche Darstellung der angeblichen Schlacht. Erstmals zu Beginn des 18. Jahrhunderts hatten die Kirchenhistoriker Anton Steyerer, Markus Hansiz und Erasmus Fröhlich einige Werke Megisers als  unhistorisch eingestuft, während andere Historiker schon damals zumindest die Jahresangabe der Türkenschlacht für unglaubwürdig hielten. Dennoch wurden Megisers und Valvasors Darstellungen im 18. Jahrhundert von Aquilinus Caesar und auch noch im 19. Jahrhundert von Hammer-Purgstall, Albert von Muchar  und Joseph von Aschbach ab- und fortgeschrieben, obwohl Hammer-Purgstall zumindest Caesars Übertreibungen kritisierte und die Bedeutung des vermeintlichen Türkeneinfalls von 1418 herabstufte.

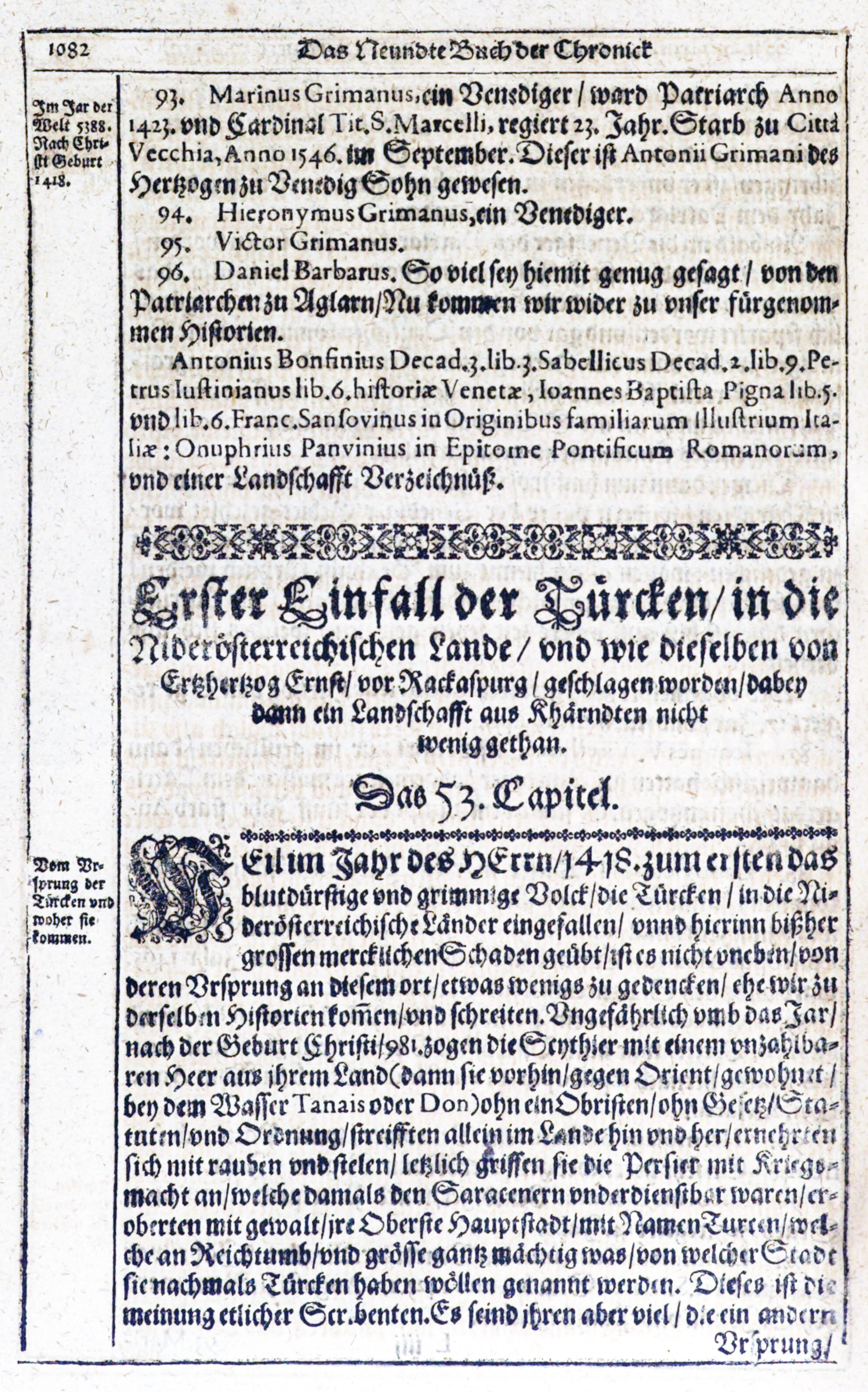
Anfang des Kapitels über den vermeintlichen Türkeneinfall von 1418 in Megisers Annales Carinthiae (1612)
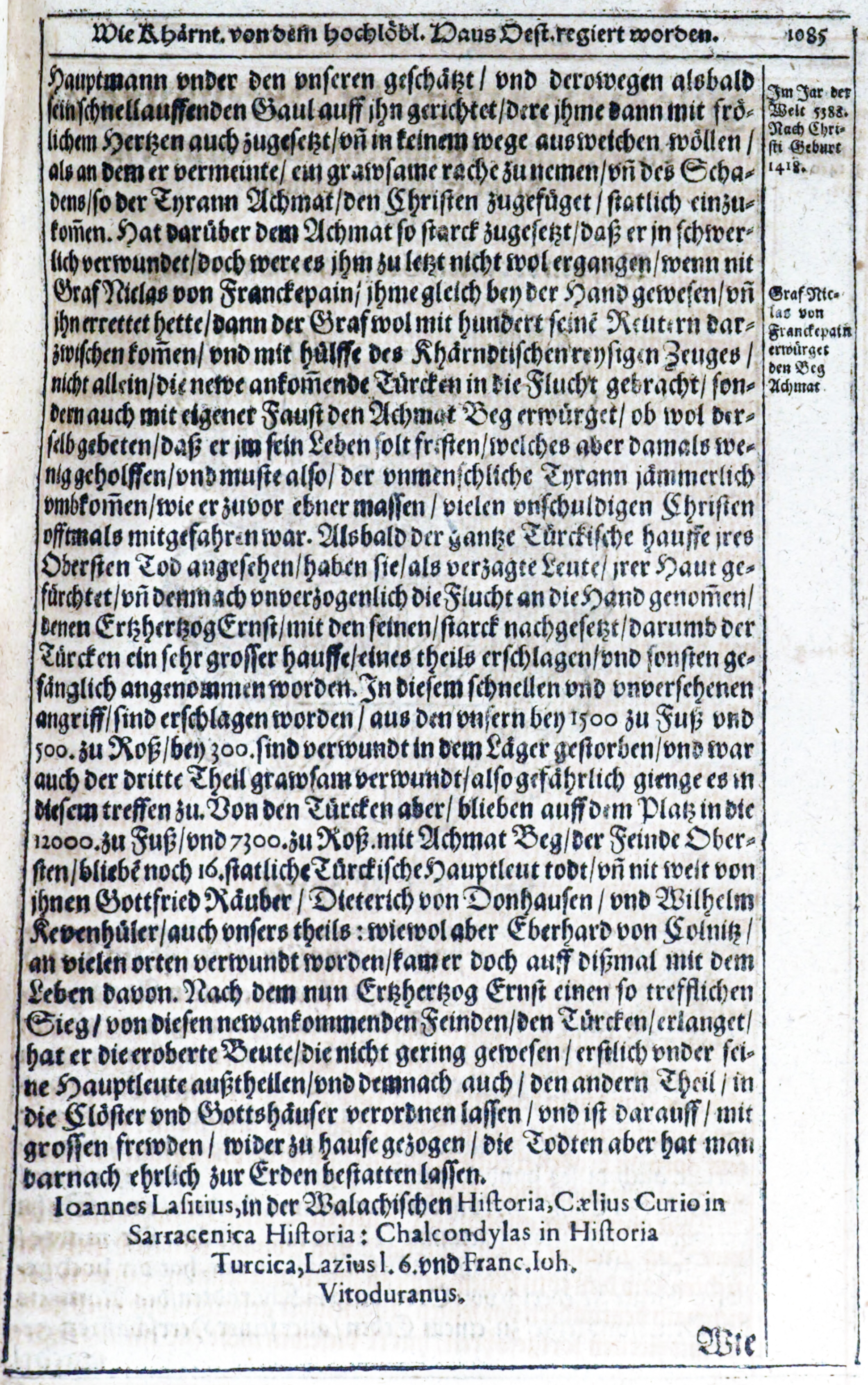
Die von Megiser angeführten Quellen enthalten in Wirklichkeit keine Notiz über eine Türkenschlacht
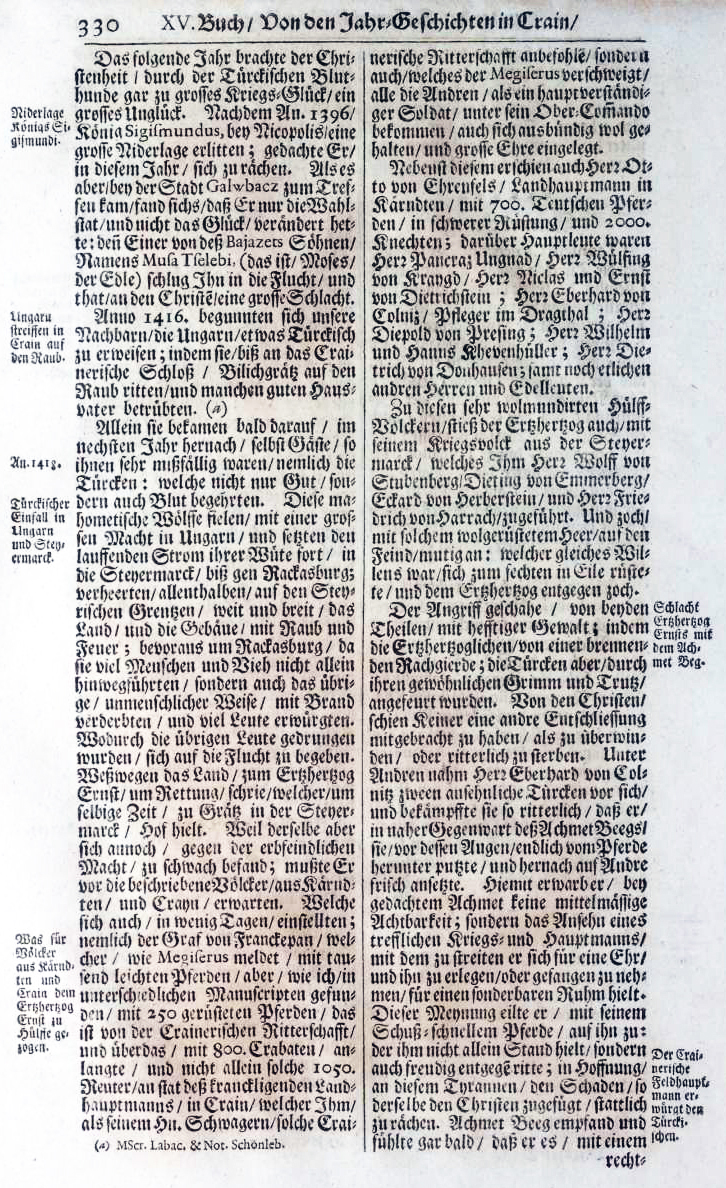
Überlieferung der Türkenschlacht bei Radkersburg in Valvasors Ehre des Herzogthums Krain (1689)

Anders als Hammer-Purgstall hatten einige Kollegen und Zeitgenossen schon Anfang des 19. Jahrhunderts weitergehende Zweifel geäußert. Seit Mitte des 19. Jahrhunderts überwogen bei kritischen Historikern Ernüchterung und Zweifel nicht nur an der angeblichen Schlacht, sondern auch am Türkeneinfall selbst. Entscheidenden Anteil an der Widerlegung des Mythos  hatte der steirische Historiker Franz Ilwof. Dabei war auch Ilwof noch 1859 zunächst davon ausgegangen, dass Megisers, Valvasors und Caesars Überlieferungen zwar wenig vertrauenswürdig und sogar unrichtig, nicht aber unbedingt unglaubwürdig seien, Türkeneinfall und Türkenschlacht also nicht nur möglich, sondern sogar wahrscheinlich seien. Ilwof schränkte aber ein, deren Quellen bzw. Überlieferungsketten sowie auch andere Chroniken zunächst noch genauer überprüfen zu müssen. Schon 1861 stellte er fest, dass keine der von Megiser und Valvasor bemühten Quellen irgendeinen Bezug auf eine Schlacht gegen die Türken oder zumindest einen türkischen Einfall nahmen. Einige der Quellen reichten nicht einmal bis in die Zeit jenes vermeintlichen Türkeneinfalls und auch einige der genannten Unterbefehlshaber gehörten nicht in jene Zeit. Auch im Regionalarchiv des Joanneums, der Cillier Chronik oder einem halben Hundert anderer historischer und regionaler Werke und Chroniken fand Ilwof keine einzige dazu passende Urkunde.
Mehr oder weniger gut belegt sind für jene Zeit lediglich
- ein Auftauchen türkischer Vorausabteilungen an den Grenzen von Aquileia und an den Grenzen zur Steiermark[29][33]
- Briefe zwischen dem Rat der Stadt Udine und dem Patriarchen bzgl. der Sorge vor einem möglichen türkischen Angriff[7][38]
- eine auch auf das übrige Innerösterreich ausgreifende allgemeine Türkenfurcht[31][52] sowie
- laut Wolfgang Lazius eine Zusicherung des Grafen Frankopani an Herzog Ernst, im Falle eines Angriffs kroatische Hilfstruppen zu entsenden[8]
- die Schutzbehauptung eines Nachkommen Frankopanis aus dem 17. Jahrhundert, sein Vorfahr habe 1418 auf österreichischer Seite gegen die Türken gekämpft[8]

Ilwof kam zu dem Schluss, dass alle Angaben Megisers nicht nur zweifelhaft, sondern historisch unhaltbar seien, und war fortan fest davon überzeugt, dass Türkeneinfall sowie Türkenschlacht nicht stattgefunden haben. Alfons Huber, Franz Xaver Krones und weitere Historiker sprangen Ilwof bei und seit Ende des 19. Jahrhunderts gilt die Radkersburger Türkenschlacht überwiegend als „Sage“, „Phantasie“ bzw. „Erfindung“, „Irrtum“ oder eben „Geschichtsfälschung“ Megisers. Meyers Konversations-Lexikon, das die angebliche Schlacht in seiner zweiten Auflage noch erwähnt hatte, strich sie ab der dritten Auflage (1878).

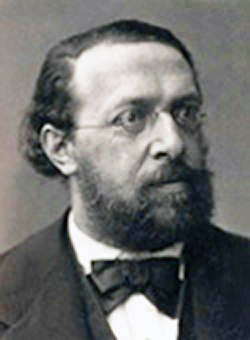
Franz Ilwof (StLA, Sammlung Bude)
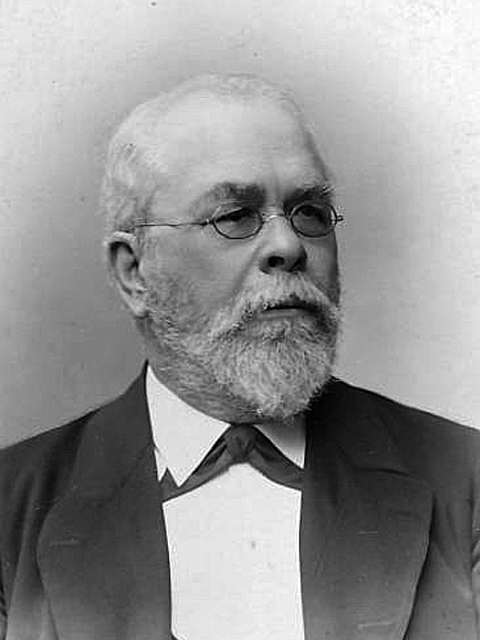
Alfons Huber
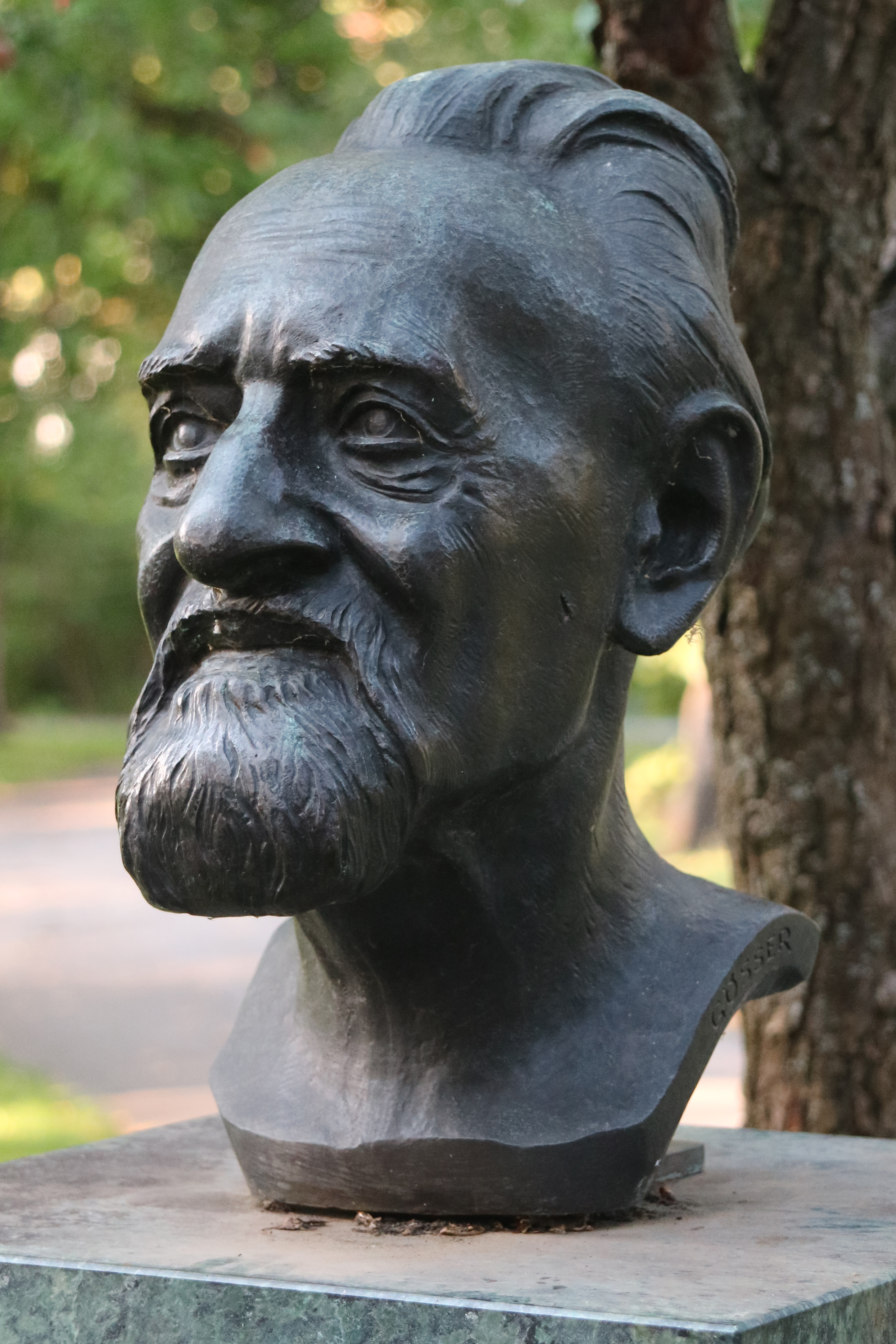
Hans Pirchegger

„Leider müssen wir die Erzählungen von den Siegen über die Osmanen bei Radkersburg (1418) und Rudolfswerth […] in das Gebiet der ausschmückenden Sage verweisen.“

## Ungarneinfälle in Friaul, Krain und Steiermark

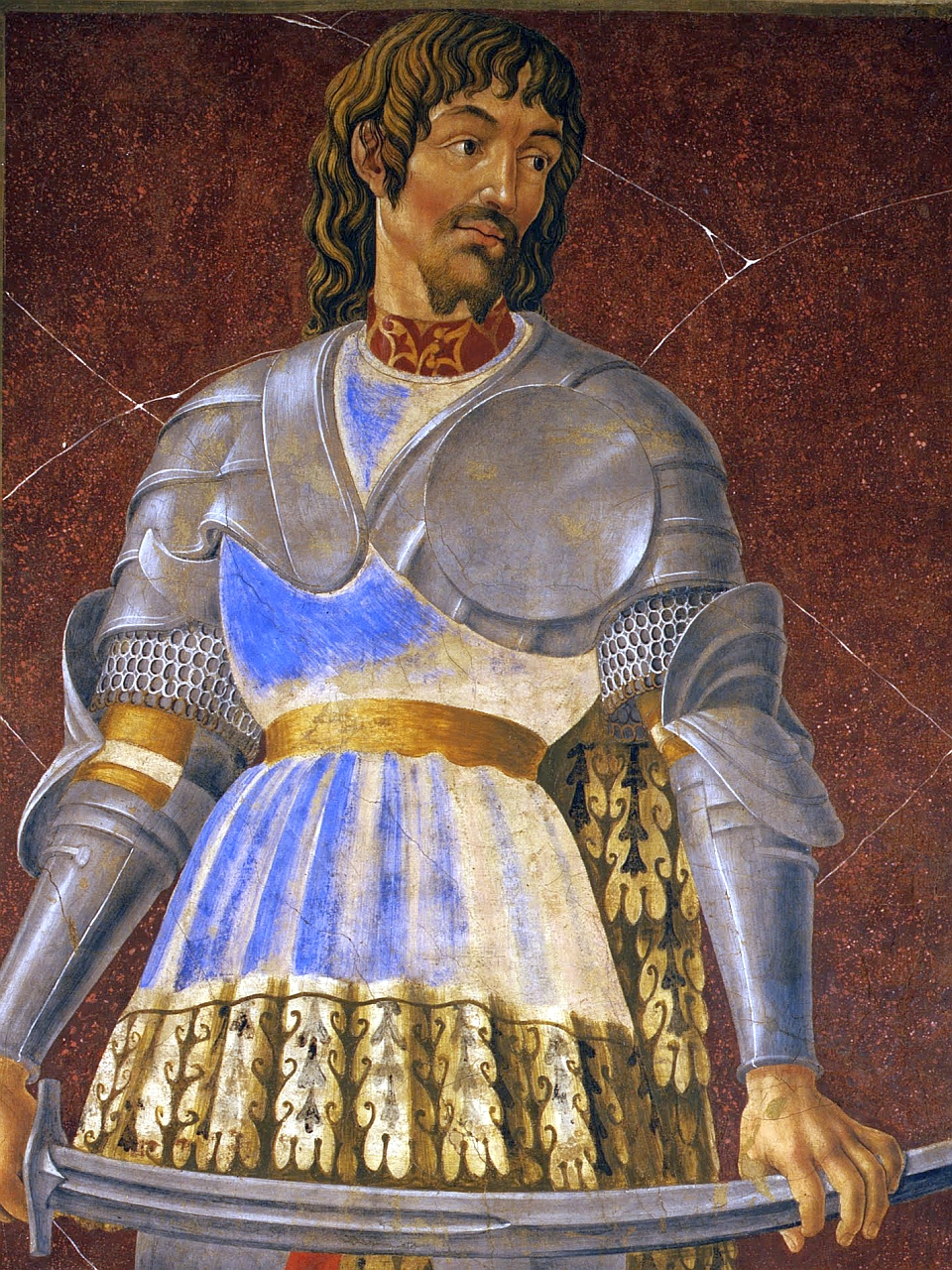
Pipo von Ozora führte Sigismunds Ungarn durch Krain und in die Steiermark (A. del Castagno, 1448)

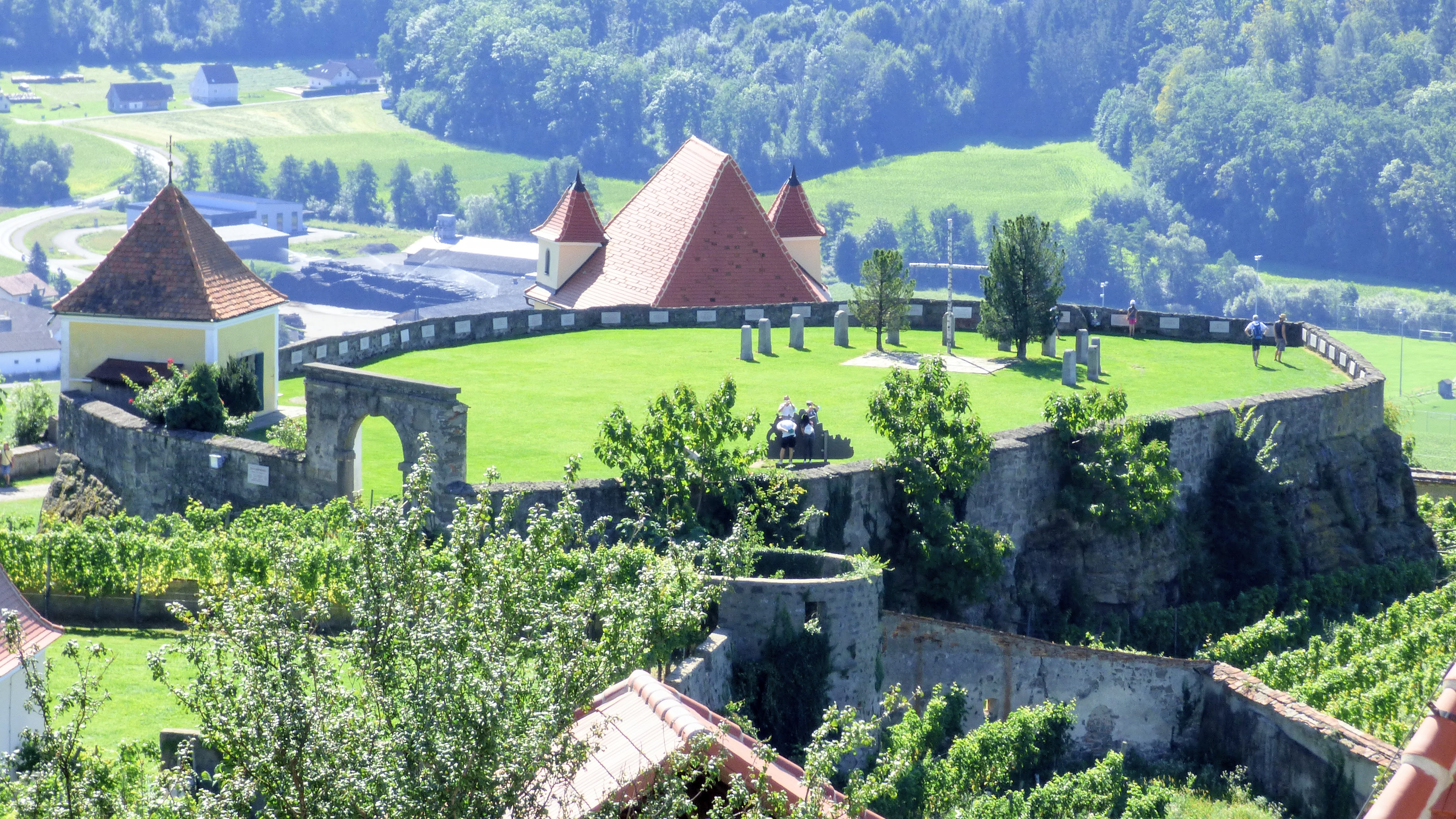
Grenzlanddenkmal in Riegersburg: Stein 5 erinnert an Ungarneinfälle in die Steiermark, u. a. an den von 1418

Von verschiedenen Historikern wurde seitdem angenommen, Megiser habe Türkeneinfälle und Türkenschlachten im Auftrag des innerösterreichischen Regionaladels erfunden. Megiser, der im Dienste verschiedener Adelsfamilien stand, habe durch erfundene Heldentaten in diesen erfundenen Schlachten den mit dem Kaiser konkurrierenden Regionaladel hervorheben und in ein besseres Licht stellen wollen. Der steirische Historiker Hans Pirchegger entdeckte Anfang des 20. Jahrhunderts, dass Megisers erfundenem Türkeneinfall ein tatsächlicher Ungarneinfall zugrunde liegen könnte. Offenbar waren nicht osmanische Türken durch Ungarn hindurch vorgestoßen, sondern ungarische Truppen selbst waren aus Ungarn kommend in die Steiermark eingefallen.
Schon Chronisten des 15. Jahrhunderts (Windeck, Unrest) hatten berichtet, dass Pipo von Ozora, der für König Sigismund auch in Bosnien gekämpft hatte, 1411 ungarische Truppen durch Krain hindurch nach Friaul und Venetien geführt hatte; und im Frühjahr 1412 brachte König Sigismund weitere Truppen auf dem gleichen Weg nach Oberitalien. Mit diesen ungarischen Truppen soll damals auch Eberhard von Colnitz nach Friaul gezogen sein.  Für 1416 erwähnte sogar Valvasor (statt eines Türkeneinfalls) einen weiteren Ungarneinfall in Krain. Ungarn sollen damals bis Billichgrätz (heute Polhov Gradec, bei Laibach/Ljubljana, Slowenien) gestreift sein und die Gegend geplündert haben. Spätere Autoren machten auch daraus einen Türkeneinfall.
Spätestens ab 1417 stritten König Sigismund und Herzog Ernst um das von Ernsts Bruder Friedrich regierte Tirol. Im Süden Ungarns zogen Pipo von Ozora und der Graf von Cilli 25.000 Mann zusammen, die dann wahrscheinlich im Frühjahr 1418 in die Steiermark einfielen. Die gesamte Nordoststeiermark, Oststeiermark und Südoststeiermark von Friedberg und Hartberg bis Gleisdorf, Sankt Marein am Pickelbach, Mureck und Radkersburg wurde von den Ungarn verheert, bei Radkersburg sei es sogar zu einer Schlacht zwischen ungarischen und innerösterreichischen Truppen gekommen. Die Kirchen von Friedberg, Wörth, Ebersdorf, Burgau und Altenmarkt wurden während des Ungarneinfalls von 1418 verbrannt. Kirchlichen Steuerverzeichnissen zufolge wurden insgesamt 18 oststeirische Pfarren so stark geschädigt, dass sie in jenem Jahr keinen Zehnt entrichten konnten: Friedberg, Hartberg, Sankt Marein am Pickelbach, Mureck, Wörth, Ebersdorf, Burgau, Altenmarkt, St. Lorenzen, Grafendorf, Kaindorf, Neudau, Waltersdorf, Steinbach, Hainersdorf, Riegersburg, Straden und Klöch sowie vermutlich auch Dechantskirchen, Fürstenfeld, Abstall und eben Radkersburg. Viele zerstörte Gehöfte wurden nicht wieder aufgebaut, der Ungarneinfall trug zu einem Siedlungsrückgang bei. Die belegten Plünderungen und Zerstörungen durch ungarische Truppen sind in vielen Orten Bestandteil der regionalen Erinnerungskultur. Am nächsten Ungarneinfall (1446) nahmen Pirchegger zufolge tatsächlich Türken teil: Als Hilfstruppen in ungarischem Sold sollen sie die Umgebung von Pettau verheert haben – 50 Jahre nach dem angeblichen ersten Türkeneinfall.
Noch im 15. Jahrhundert hatte jedoch eine den historischen Fakten widersprechende gesteuerte Gedächtnisbildung begonnen und das sogenannte Gottesplagenbild (Landplagenbild) am Grazer Dom wurde zu einem ihrer Fundamente. Das 1485 geschaffene Fresko stellt drei vermeintlich göttliche Plagen dar, die das Land im Jahr 1480 gleichzeitig heimsuchten: Heuschrecken, die Pest und ein Türkeneinfall. Unerwähnt blieb hingegen ein ebenfalls 1480 erfolgter weiterer Ungarneinfall. Zwar nicht Graz selbst, aber Radkersburg und weite Teile der Steiermark waren bis 1490 ungarisch besetzt. Die Habsburger waren vor den Ungarn nach Linz geflohen. Der neue ungarische Herrscher Matthias Corvinus wurde von Predigern und Humanisten wie Conrad Celtis bereits als Held im Abwehrkampf des christlichen Abendlandes gegen die Türken gepriesen; dem Papst in Rom galt er als Kandidat für einen neuen Kreuzzug. Offenbar um den Herrscher nicht zu verärgern, wurde der Ungarneinfall auf dem Gottesplagenbild nicht erwähnt.
Im 16. Jahrhundert überwog die Türkengefahr ohnehin die Ungarnot. Nach dem Scheitern eines geplanten ungarischen Kreuzzuges (1514) eroberten die osmanischen Türken zunächst Belgrad (1521) und nach dem Tod des ungarischen Königs in der Schlacht bei Mohács (1526) auch den Großteil Ungarns. Nur drei Jahre später belagerten sie erstmals Wien (1529) und weitere drei Jahre später (1532) rückten sie erneut gegen Wien vor. Die ungarische Krone fiel an die Habsburger; Ungarn wurde zwischen Osmanen und Habsburgern aufgeteilt. Mit dem Zusammenbruch Ungarns war ersichtlich geworden, wie wichtig Ungarn bis dahin als Bollwerk gegen die osmanischen Türken gewesen war. Österreicher und Ungarn kämpften nun gemeinsam gegen die Türken. Das vor allem in der österreichischen Historiographie des späten Mittelalters negative Ungarnbild veränderte sich.

„Erst mit der zunehmenden Türkengefahr wurde mehr und mehr die militärische Bedeutung Ungarns für die Christenheit erkannt – besonders in Humanistenkreisen.“

Ein später Vertreter jener Humanisten war Megiser, und zu Megisers Auftraggebern zählten auch steirische und Kärntner Adelsfamilien, deren Vorfahren sich im 15. Jahrhundert mit den Ungarn gegen die Habsburger verbündet hatten (Colnitz, Liechtenstein). Indem Megiser den Ungarneinfall von 1418 einfach zu einem Türkeneinfall umdichtete, rückte er nicht nur die Steirer und Kärntner in ein besseres Licht, sondern auch die Ungarn. Ein verzerrtes Türkenbild ersetzte im christlichen Abendland fortan das bisherige Feindbild Ungarn.

## Folgen

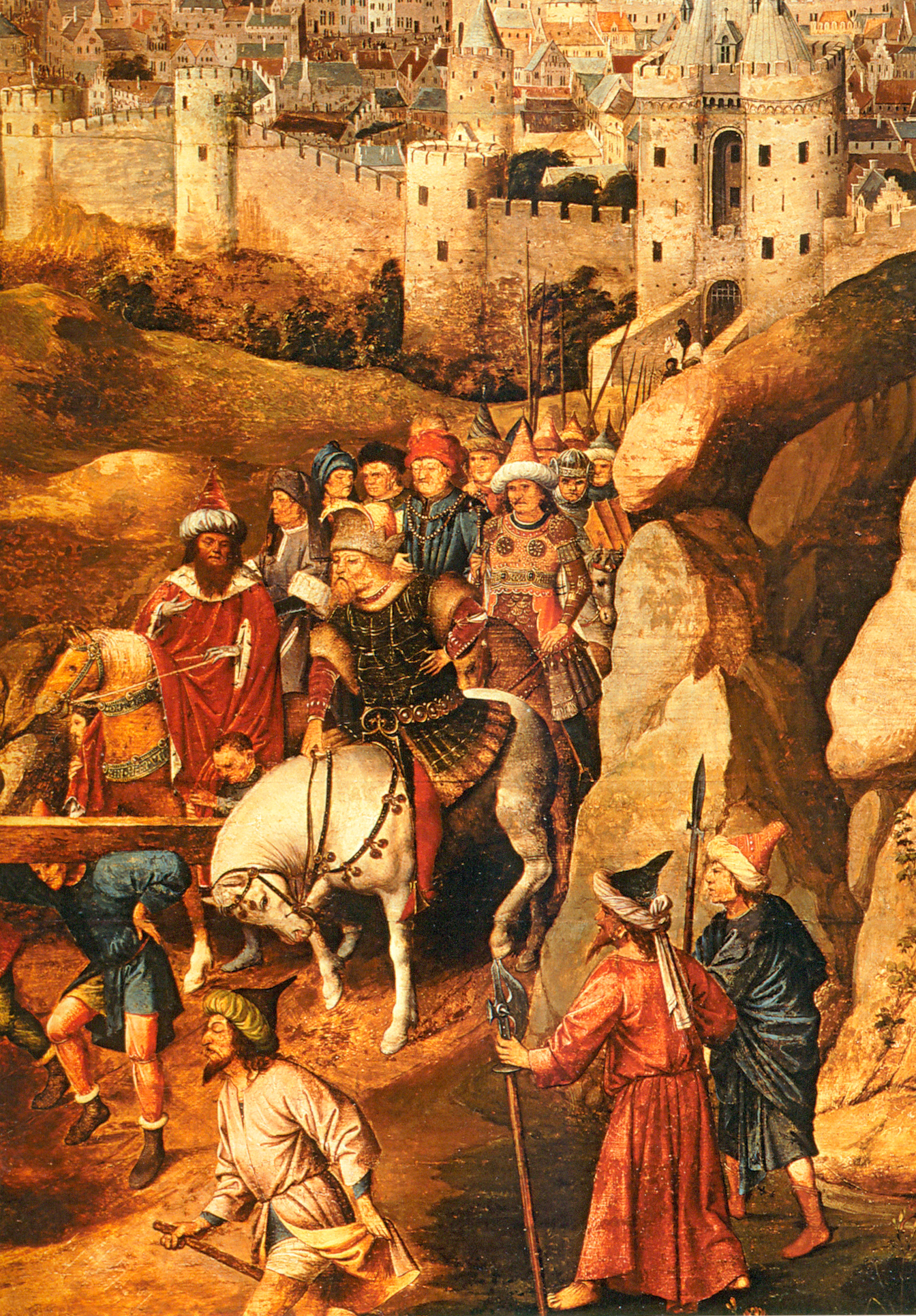
Sigismund (Mitte) und Pipo von Ozora (dahinter) mit Kavalleristen auf dem Marsch (Jan van Eyck, um 1560)

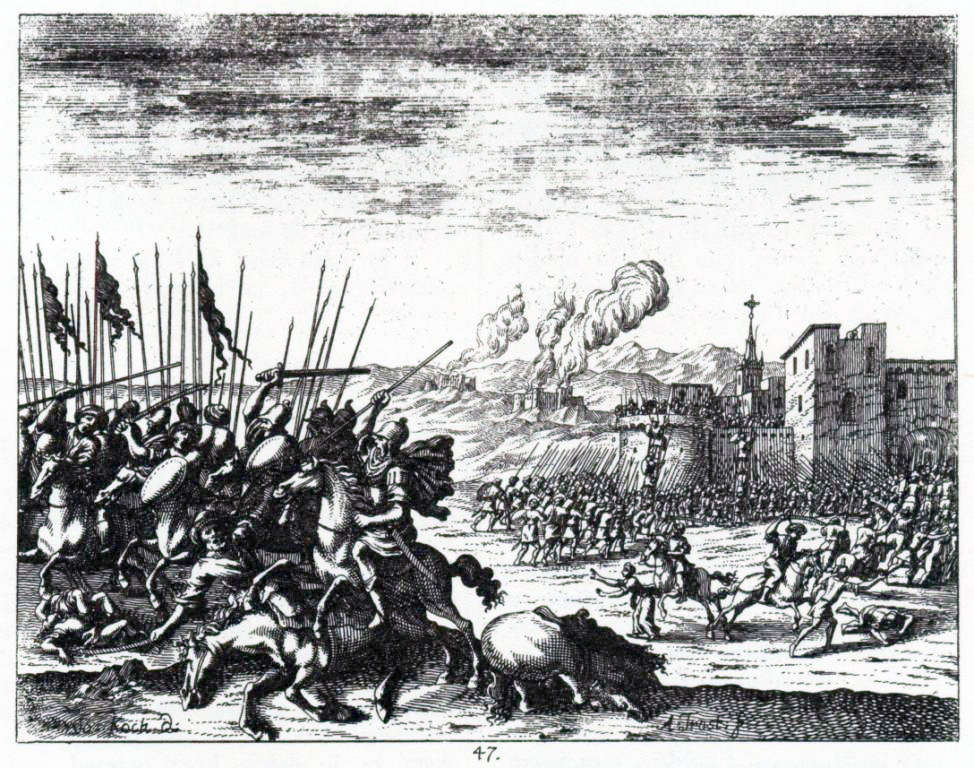
Kampf zwischen Österreichern und Türken, angeblich 1431 in Krain (Darstellung nach Valvasor, 1689)

Offenbar hatten die ungarischen Truppen im Frühjahr 1418 durch die Steiermark und Kärnten hindurch bis nach Tirol vorstoßen sollen. Da im April 1418 aber auch der auf fünf Jahre befristete Waffenstillstand mit Venedig auslief und die Venezianer Ernst unterstützten, söhnte sich Sigismund unter Albrechts Vermittlung Ende April und Anfang Mai 1418 mit Ernst und Friedrich aus. Die Venezianer fielen derweil in Friaul ein, an ihrer Seite sollen sogar 8.000 türkische Söldner gekämpft haben. Sigismund schickte 1419 den Venezianern erneut ungarische (und kroatische) Truppen unter Dionysius von Marchali (Denes Marcali) entgegen, und Herzog Ernst sollte Sigismund Heeresfolge leisten. Der Herzog machte aber keine diesbezüglichen Anstalten und die Venezianer eroberten im Friaul eine Ortschaft nach der anderen.
Angeblich wieder im Einvernehmen mit Venedig sollen auch die Osmanen angegriffen haben. Der Bey von Üsküb sei 1418 oder 1419 ins Banat eingefallen und dort getötet worden. Sigismund sei den Osmanen entgegengezogen sein und habe am 4. Oktober 1419 (irgendwo) zwischen Nissa (Niš, Serbien) und Nikopolis (Nikopol, Bulgarien) ein vom Großwesir befehligtes Heer von 80.000 Mann besiegt – anderen Überlieferungen zufolge (in zwei Schlachten) bei Nissa und Nikopolis. Diese Schlacht (oder Doppelschlacht) ist ähnlich unglaubwürdig wie die angebliche Türkenschlacht von Radkersburg ein Jahr zuvor. Von einem ungarischen Sieg berichteten nur ungarische Chronisten (von denen es andere dann abschrieben), während Fugger  zufolge Sigismund 1419 bei Golubac von Mehmeds Sohn Murad geschlagen worden sei. Andreas Lazarus von Imhof wiederum hielt es für möglich, dass die beiden Niederlagen von 1409 (Valvasor) und 1419 (Fugger) ein und dieselbe Schlacht gewesen sein könnten. Eine Schlacht am 4. Oktober (im Gegensatz zum 14. Oktober, wie Pierer angab) bei Niš und/oder Nikopolis war unmöglich, da Sigismund am 1. Oktober nachweislich noch in Großwardein (heute Oradea, Rumänien) war, über 400 Kilometer Luftlinie und über 600 Kilometer Wegstrecke entfernt. Zwischen Niš und Nikopol wiederum liegen fast 250 Kilometer Luftlinie und 400 Kilometer Wegstrecke.
Belegt ist, dass Sigismund am 26. Oktober 1419 bei Orșova stand, ohne die Donau zu überschreiten. (Nach Niš wären es weitere fünf Tagesmärsche gewesen.) Stattdessen eroberte er im November 1419 mit Hilfe der Walachen Severin von den Osmanen zurück. Möglicherweise stieß er bis Turnu (gegenüber von Nikopolis) vor, doch schon 1420 drangen die Osmanen wieder in die Walachei, in Siebenbürgen und ins Banat ein. Sigismund war inzwischen mit dem Krieg gegen die Hussiten beschäftigt. Da nach Mehmeds Tod auch Murad mit einer erneuten Revolte Mustafas beschäftigt war, vereinbarten der König und der neue Sultan 1421 zunächst einen Waffenstillstand. Friaul, Istrien und Dalmatien waren inzwischen endgültig an Venedig verlorengegangen – vergeblich versuchte 1422 der Patriarch, Aquilieia mit nur wenigen Tausend ungarischen Söldnern zurückzuerobern. Erst im September 1426 entsandte Sigismund wieder ungarische Truppen unter dem Patriarchen bzw. dem Grafen von Cilli nach Friaul – zunächst nur 3.000 von geplanten 8.000 Mann. Die übrigen Truppen benötigte Sigismund im Kampf gegen die Osmanen und die wenigen Ungarn in Friaul wurden rasch von den Venezianern zurückgeschlagen. Pipo kämpfte inzwischen an der Donaugrenze (angeblich bei Golubac) gegen die Osmanen und starb im Dezember 1426 wohl an Erschöpfung. Zu einer belegten Schlacht um Golubac, in der Sigismund eine empfindliche Niederlage erlitt, kam es erst 1428.
Derweil sollen osmanisch-türkische Streiftrupps 1425 in Kroatien und Krain vorgestoßen sein, doch selbst Megiser und Valvasor erwähnten solche Einfälle nicht. Während Sigismund 1431 nochmals 5.000 Ungarn mit dem Patriarchen erfolglos gegen Friaul schickte, sei es Megiser zufolge 1431 zu einem (erneuten) Türkeneinfall in Krain und zu einem erneuten Sieg der Innerösterreicher über die Türken in einer Schlacht bei Rudolfswerth (Neustadtl, heute Novo mesto, Slowenien) gekommen.  Vor allem die steiermärkische Geschichtsforschung hat die Historizität der von Megiser behaupteten Türkeneinfälle wiederholt zurückgewiesen. Nach Ilwolfs bzw. Pircheggers Veröffentlichungen hat faktisch kein innerösterreichischer Historiker mehr – zumindest keiner, der tatsächlich eigene Forschungsarbeit betrieben hat (also nicht auch nur Megiser, Valvasor und Caesar nacherzählt hat), die Türkenschlacht von Radkersburg noch als historisches Faktum angeführt. Ilwolf zeigte zudem auf, dass die von Megiser erzählten Türkeneinfälle 1431 in Krain und 1492 in Kärnten ebenso zweifelhaft  waren  und somit auch die angeblichen Türkenschlachten bei Rudolfswerth und Villach (1492) nicht stattgefunden haben konnten.

„Es ist bemerkenswert, daß somit jedes der drei innerösterreichischen Länder seinen zweifelhaften, angeblichen Türkeneinfall hat – Steiermark den von 1418, Krain den von 1431 und Kärnten also den von 1492. […] Sollten wir noch auf Einzelheiten eingehen, so wäre nur zu bemerken, dass die Einfälle der Türken in Steiermark 1418, die Schlacht bei Radkersburg und die Schlacht bei Villach 1492, historisch ebenso unhaltbar und Erfindungen Megisers sind, wie der angebliche Einfall in Krain 1431.“

## Rezeption

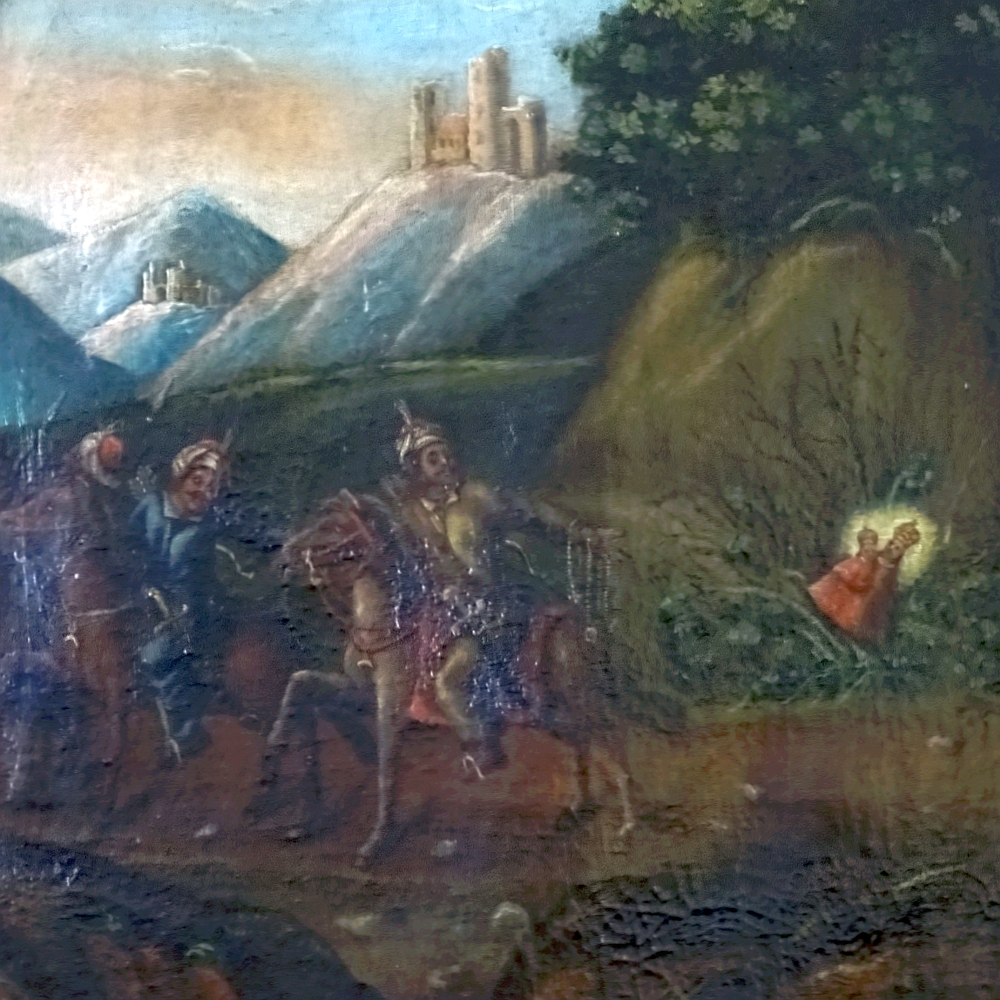
In Warth bei Radkersburg sollen Türken ein Marienbildnis geraubt und bei Maria Lankowitz weggeworfen haben (Darstellung von 1706)

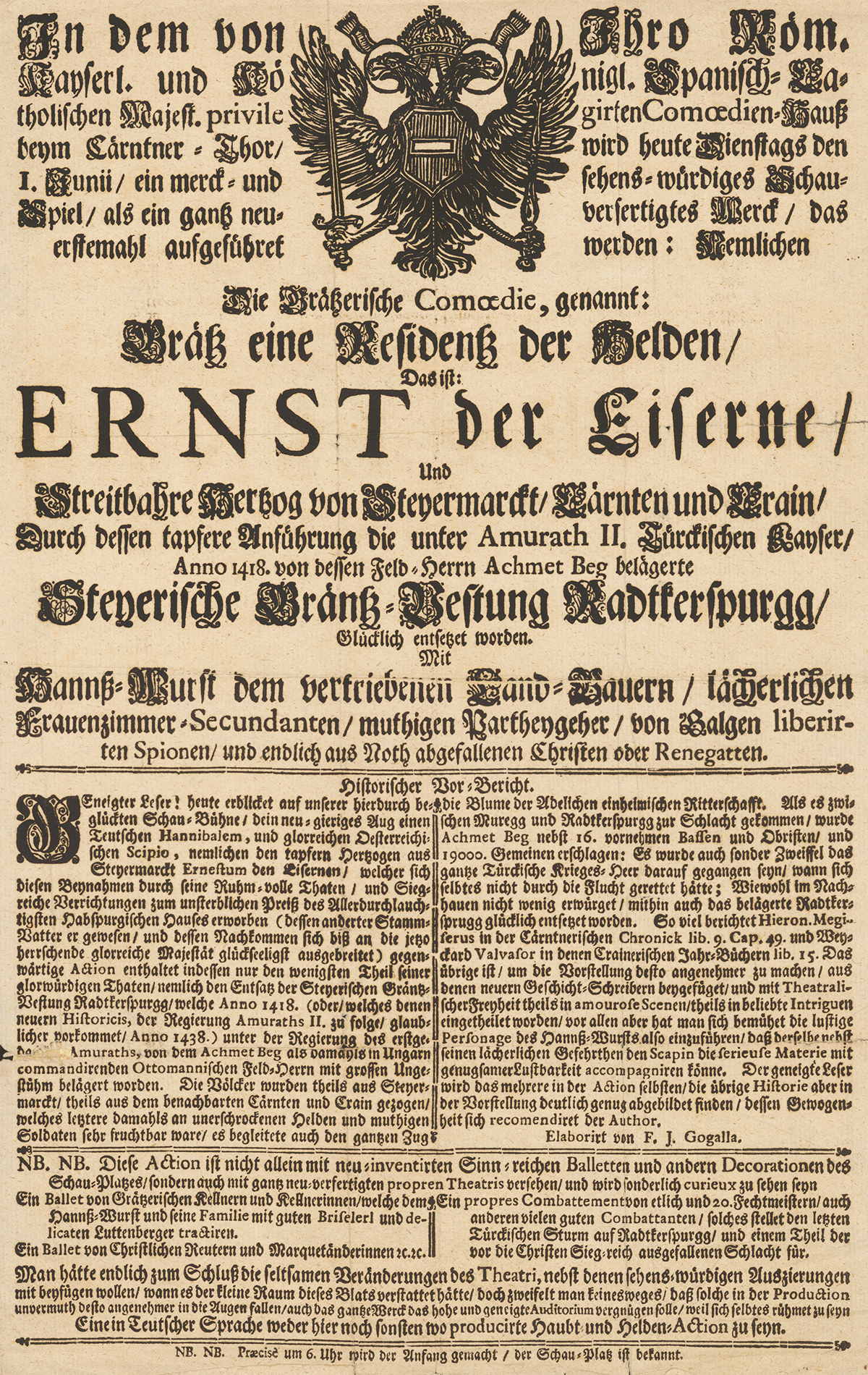
Theaterpremiere für Gogalas Komödie war am 1. Juni 1728

Muchar zufolge (der sich auf Caesar berief) hätten türkische Plünderer 1418 in Warth (heute Tišina, Slowenien) bei Radkersburg die Marienkapelle des Ortes zerstört. Dabei sollen sie ein Marienbildnis geraubt, auf der Flucht aber in ein Dornengestrüpp geworfen haben. Erst 1426 sei das Bildnis wiedergefunden, in die Weststeiermark gebracht und bei Lankowitz in eine Wegkapelle eingesetzt worden. Die Gründungslegende des so entstandenen Wallfahrtsortes Maria Lankowitz gibt hingegen 1426 für das Jahr des Türkeneinfalls und 1433 für die Wiederauffindung an. Noch im 15. Jahrhundert wurde eine Wallfahrtskirche errichtet, doch erst seit dem 17. Jahrhundert wurde Maria mit dem sagenhaften Sieg bei Radkersburg in Zusammenhang gebracht.
In dem nahe Radkersburg (bzw. Leibnitz) gelegenen (aber erst im 17. Jahrhundert gegründeten) Ort Sankt Georgen an der Stainz (heute Sveti Jurij ob Ščavnici, Slowenien) hielt sich stattdessen mindestens bis ins 19. Jahrhundert die Sage, der heilige Drachentöter höchstselbst habe in der Schlacht bei Radkersburg Herzog Ernst gegen die Türken geholfen. (Ernst war aber nicht Ritter des Georgsordens, sondern Mitglied des von Sigismund gegründeten Ordens des getöteten Drachen.)
Im Wiener Theater am Kärntnertor wurde zu Beginn des 18. Jahrhunderts eine von Franz Joseph Gogala (Franc Jožef Gogala)  verfasste „Grä(t)zerische Komödie“ über Die Türkenschlacht bei Radkersburg 1418 uraufgeführt und zumindest in den folgenden Jahrzehnten oft wiederholt. Das Theaterstück war damals offenbar beliebt, weil neben dem Haupthelden Ernst und seinen Widersachern Achmet Beg und Amurath (Murad II.) auch ein lustsamer Hanswurst, lächerliche Frauenzimmer, Spione und Renegaten auftraten und das Schauspiel theatralische Freiheit, amouröse Szenen, Intrigen, sinnreiche Ballette und Fechtszenen enthielt.
Noch im 19. Jahrhundert wurden von der Romantik verklärte patriotische Gedichte über die Schlacht bei Radkersburg geschrieben (z. B. Der treue Knappe von Carl Gottfried von Leitner und Die Schlacht bei Radkersburg von Josef Schwarzbach) und noch im 20. Jahrhundert deutete der Kunsthistoriker Wilhelm Suida die Votivtafel von Sankt Lambrecht als Darstellung eines Sieges des Herzogs Ernst über die Türken, was sich (nach Pircheggers Veröffentlichungen) bald als unrichtig herausstellte.